# Biserica de lemn din Valea Crișului

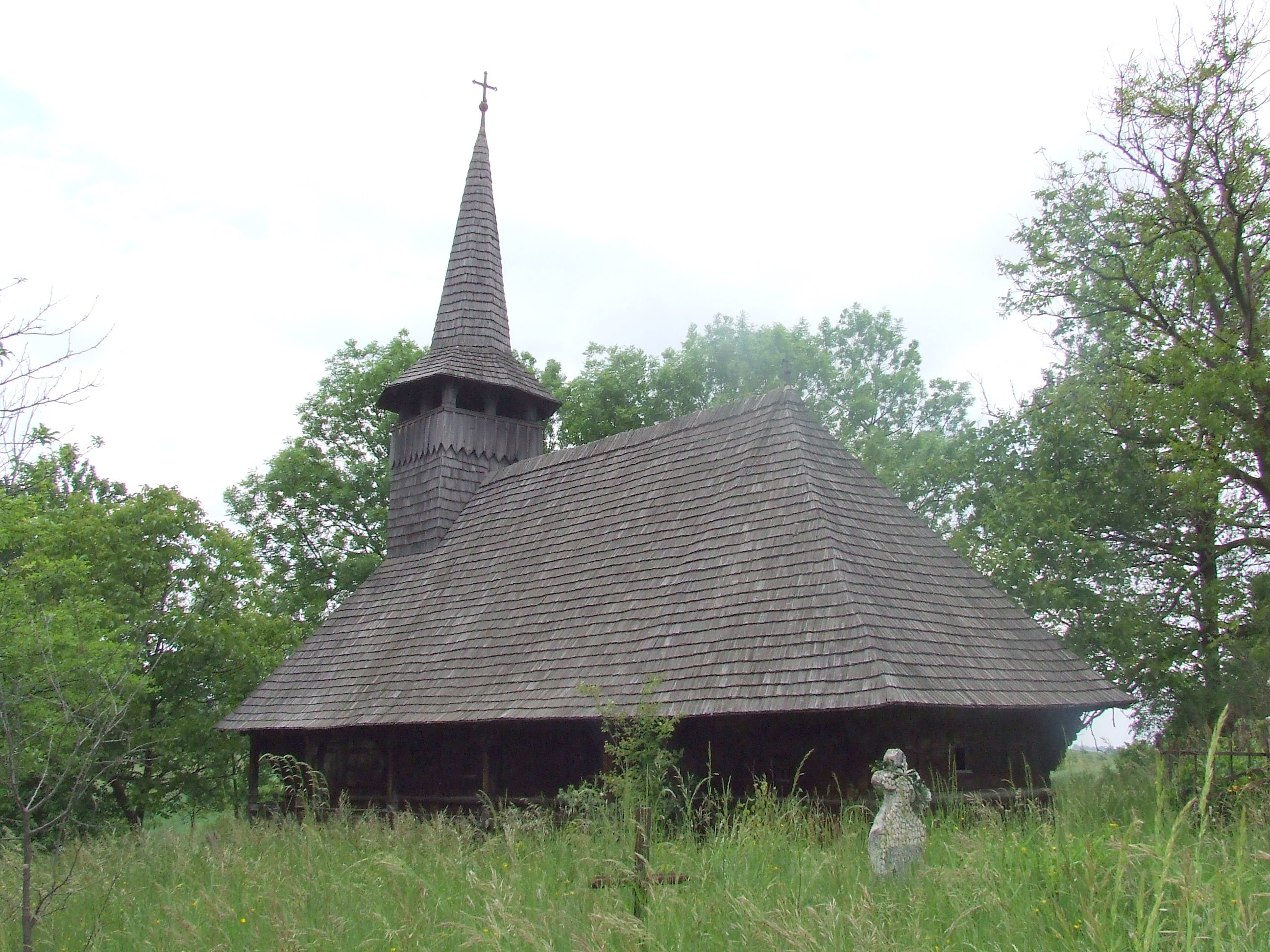
Biserica de lemn din Valea Crişului, 2008

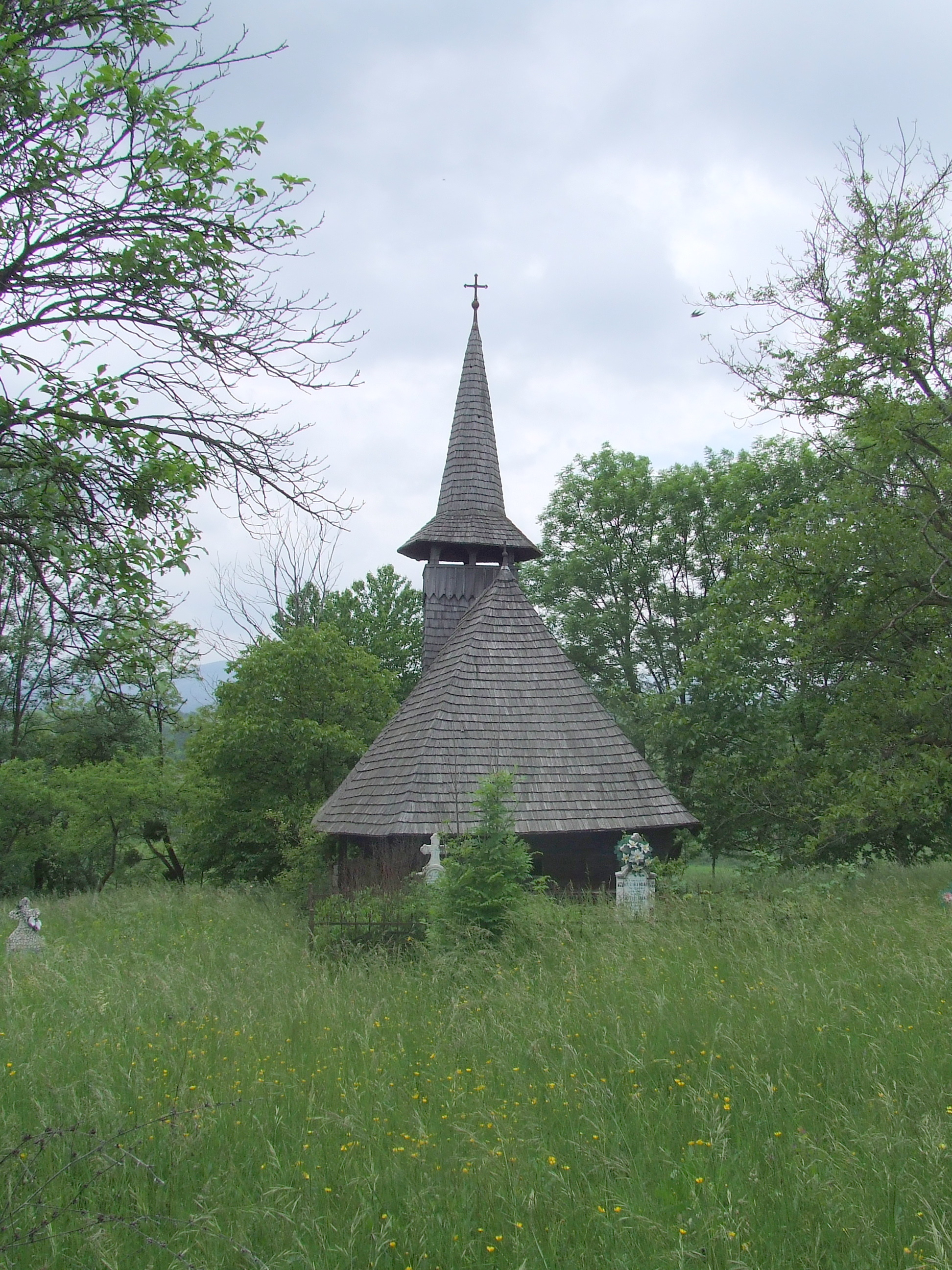
Biserica de lemn din Valea Crişului, vedere din sud-est

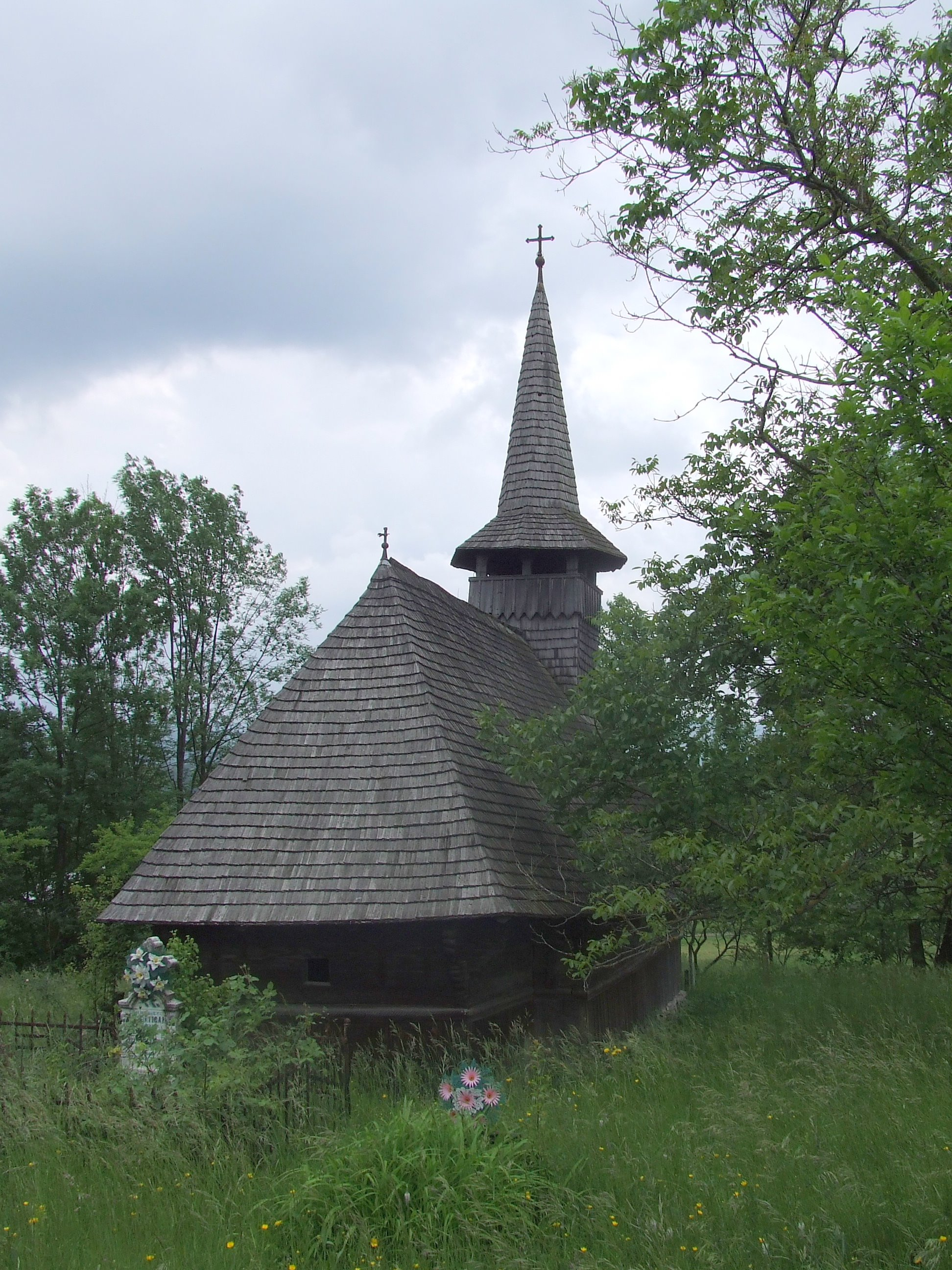
Biserica de lemn din Valea Crişului, vedere din nord-est

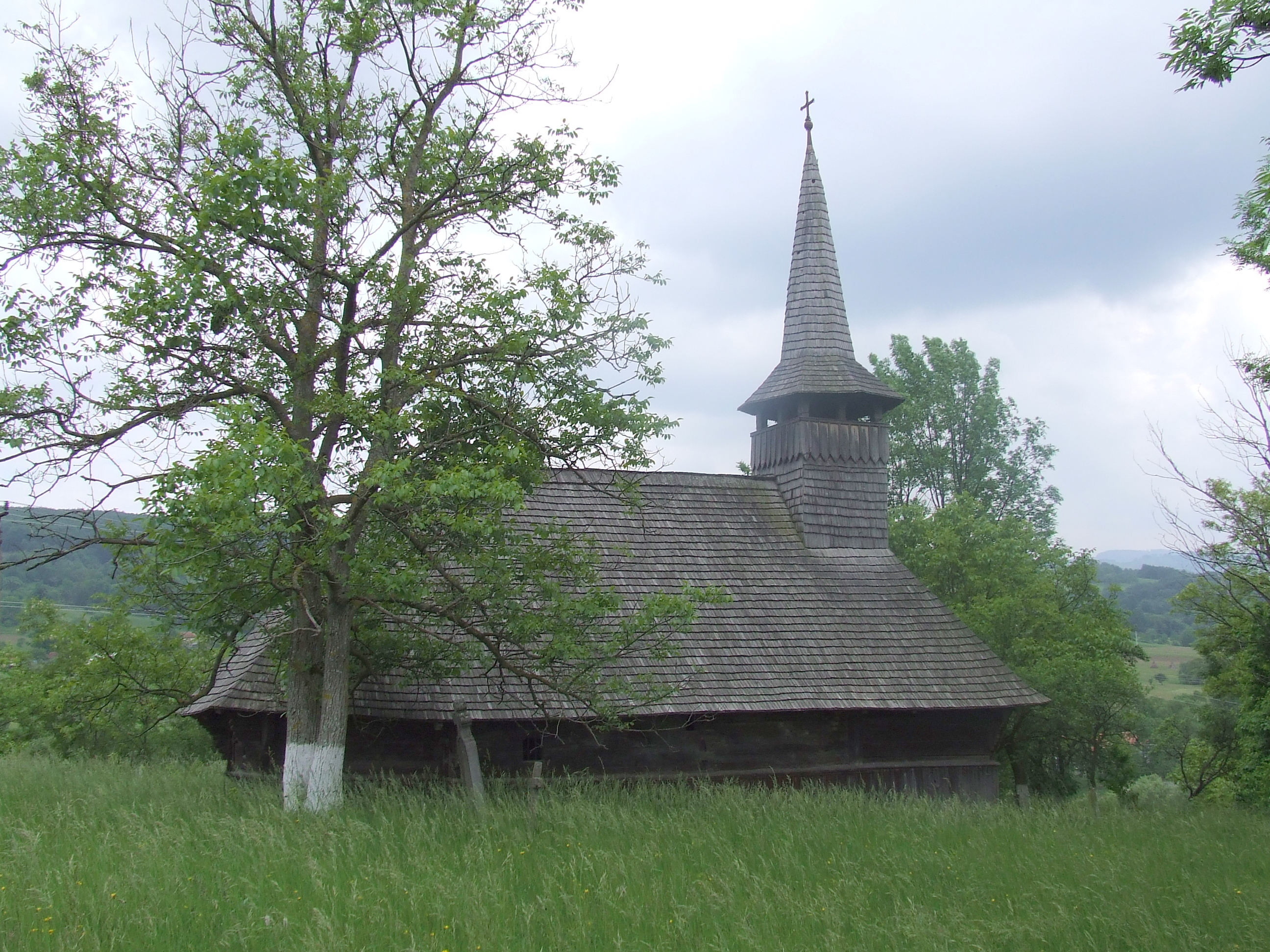
Biserica de lemn din Valea Crişului, vedere din nord

Biserica de lemn din Valea Crișului se află în localitatea cu același nume, din comuna Bratca, județul Bihor. Are hramul "Sfinții Arhangheli Mihail și Gavriil". Biserica se află pe noua listă a monumentelor istorice sub codul LMI:  BH-II-m-B-01225.

## Istoric
Inscripția de pe portalul de intrare surprinde anul ridicării bisericii și ctitorii ei: "Chitori Boticiu Crăciun / Miha[i] / Ion / Ilea / Florea / Ion / [s]crisam eu Mărtin Ion / 1761".

## Imagini

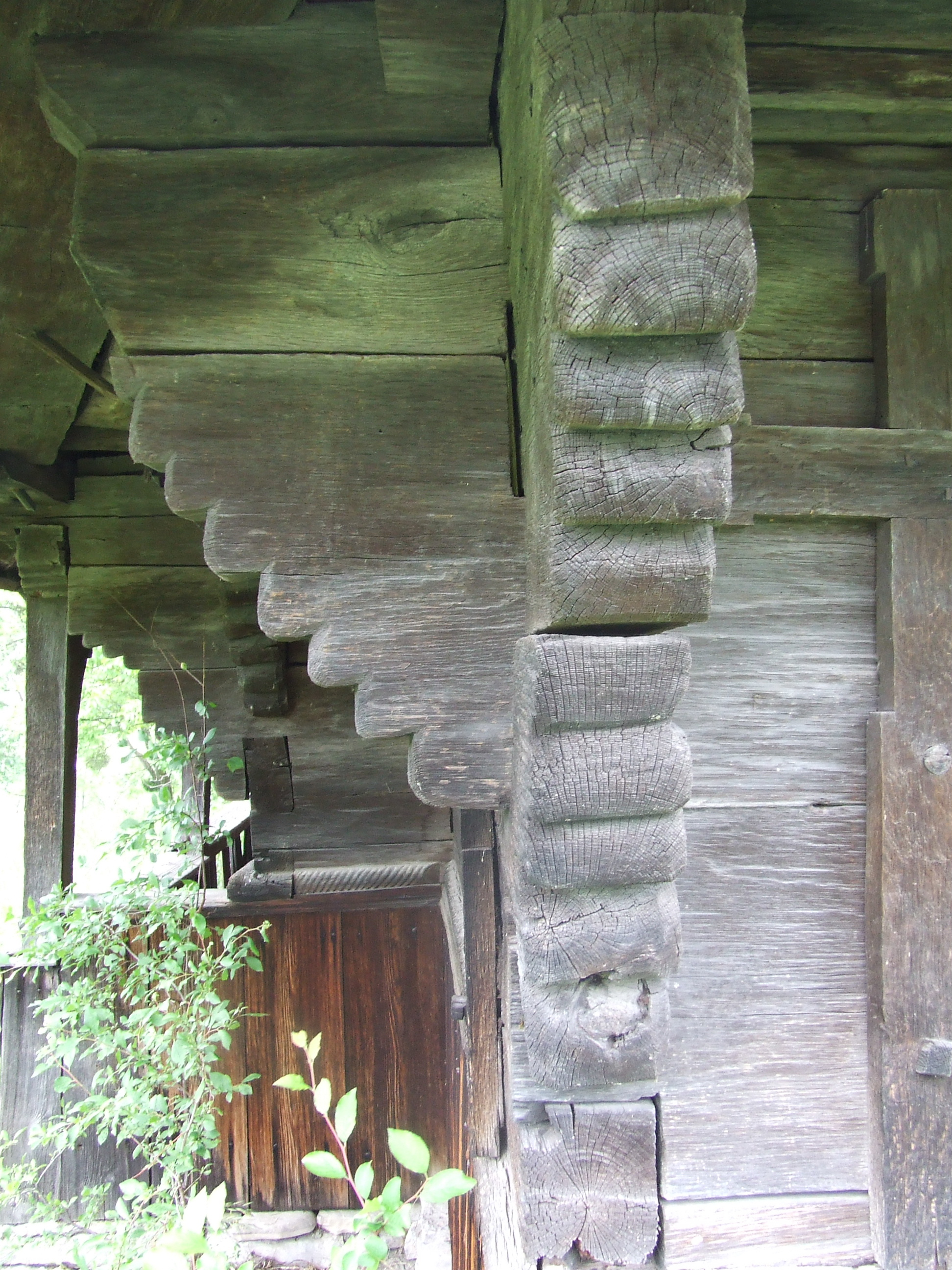
Îmbinare
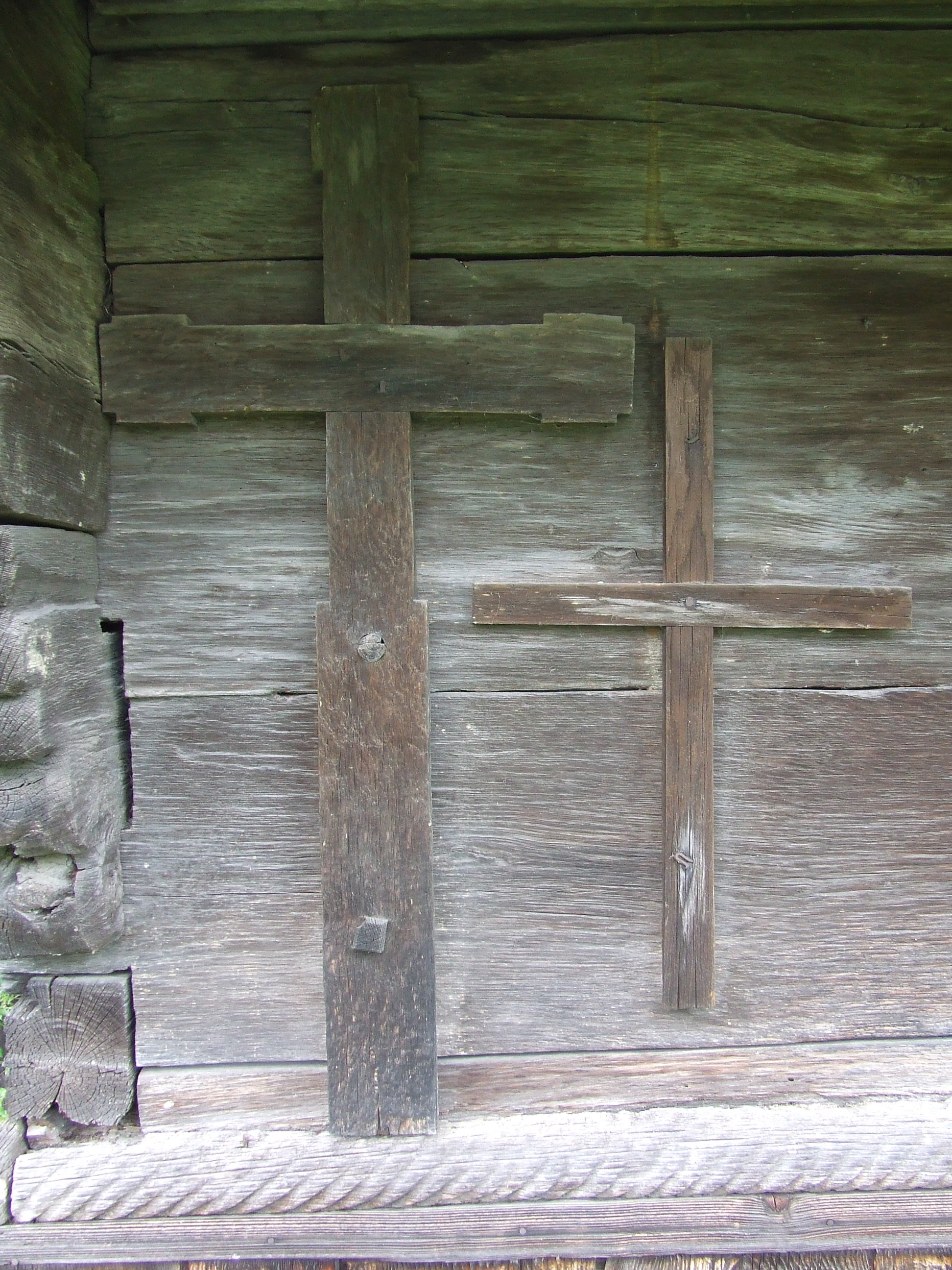
Cruci pe peretele bisericii
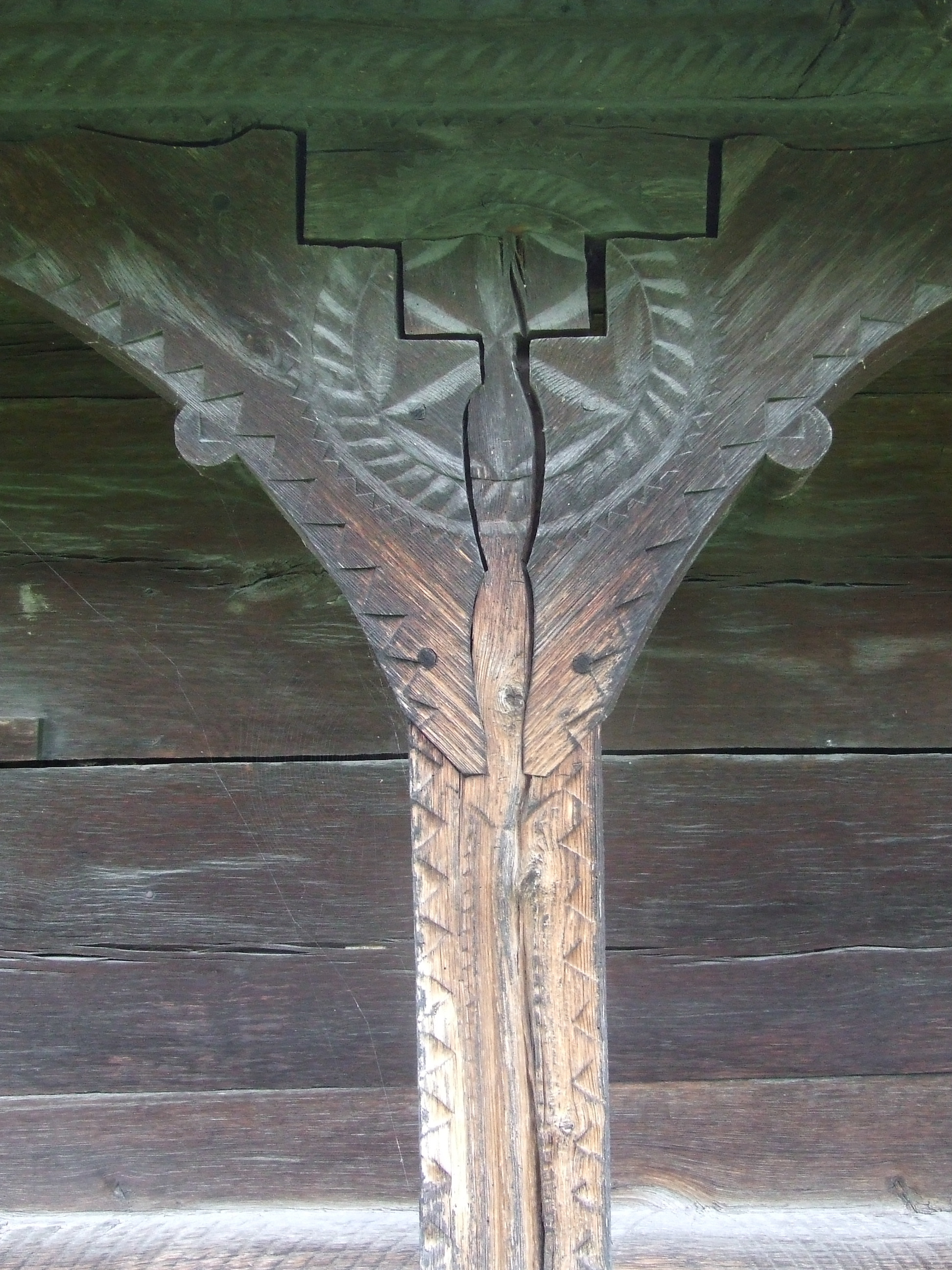
Stâlp de la prispă
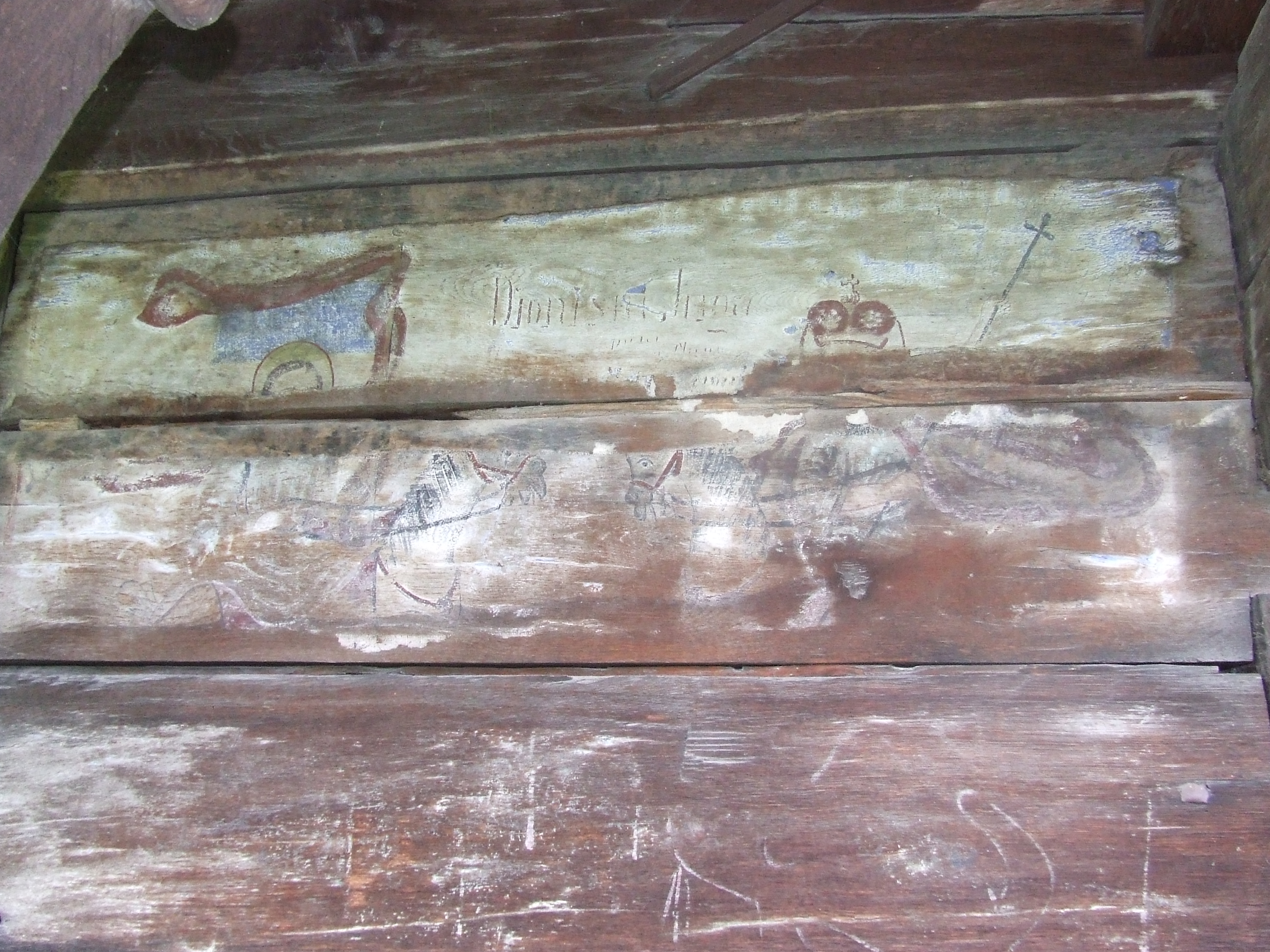
Pictura exterioară
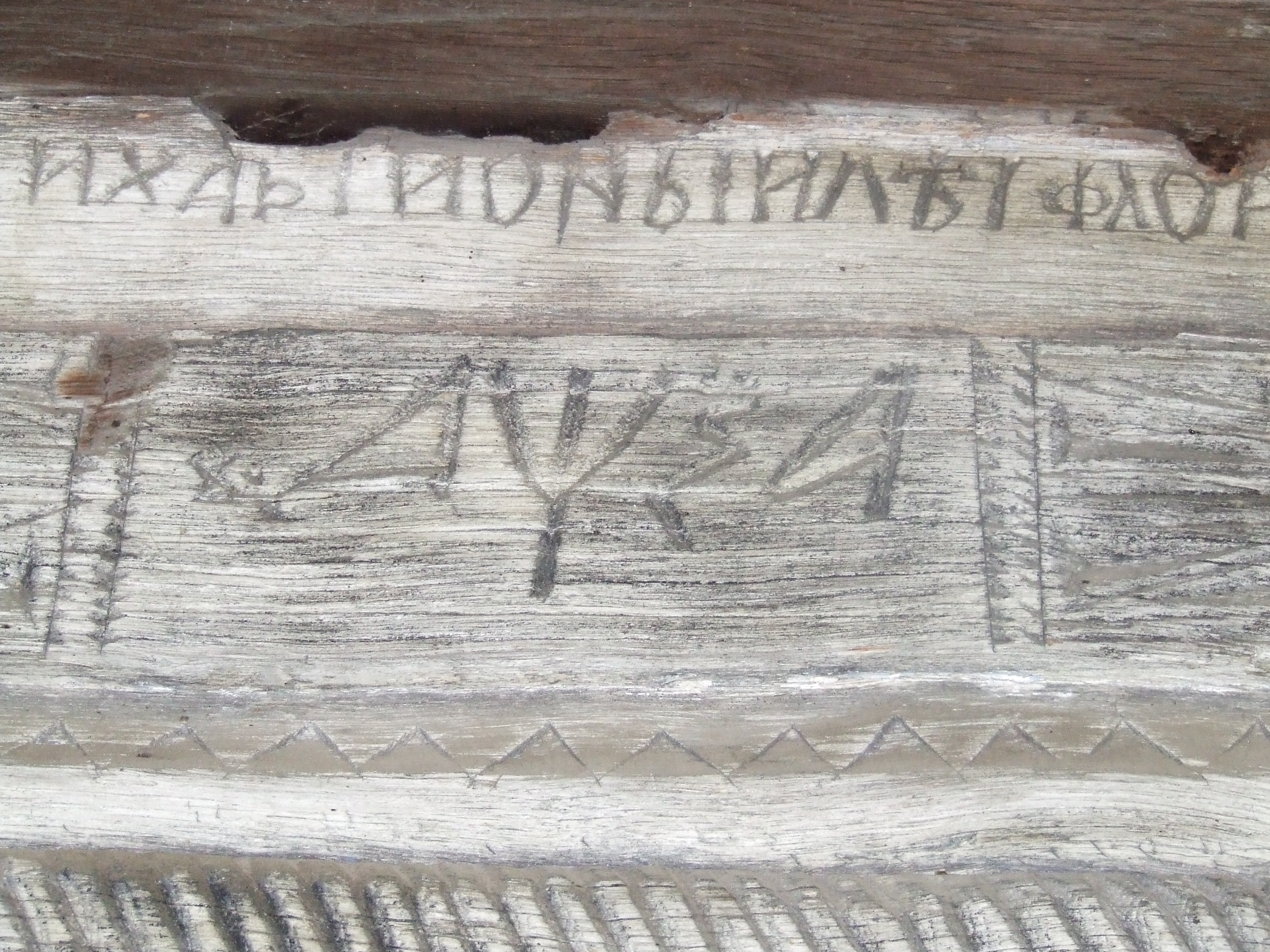
Fragment din inscripţia de la intrare în biserică
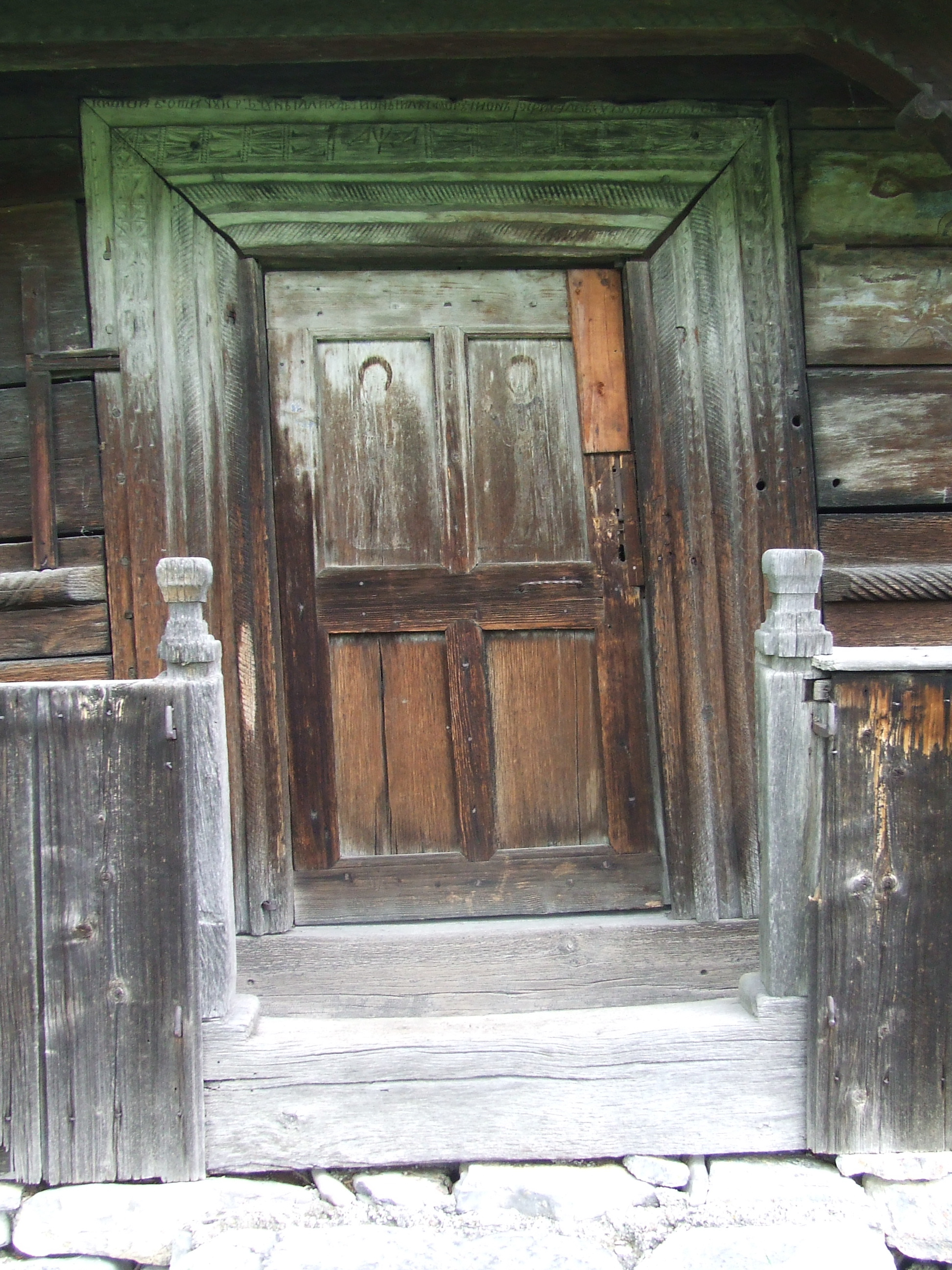
Portalul bisericii
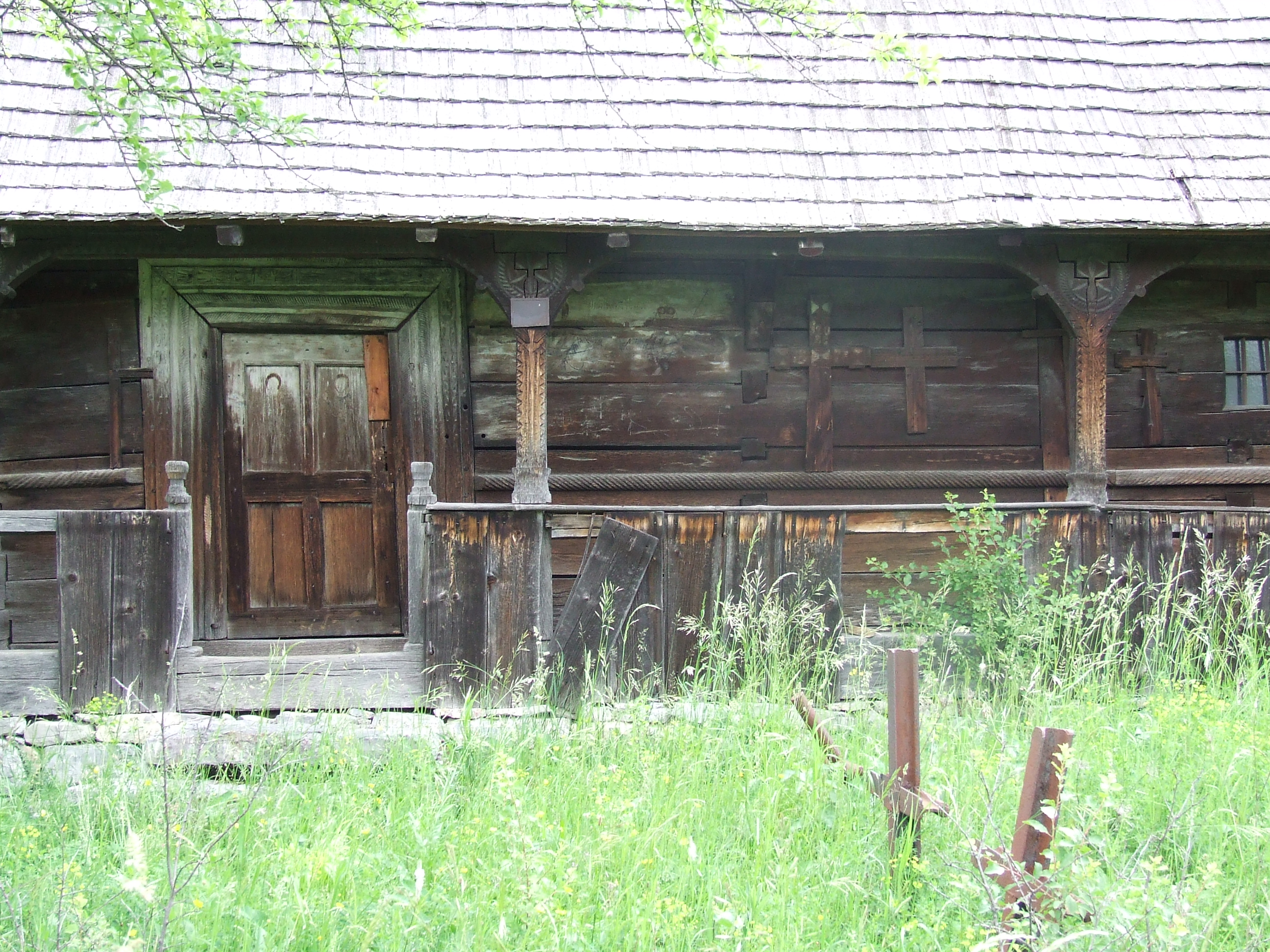
Fragment din prispa bisericii
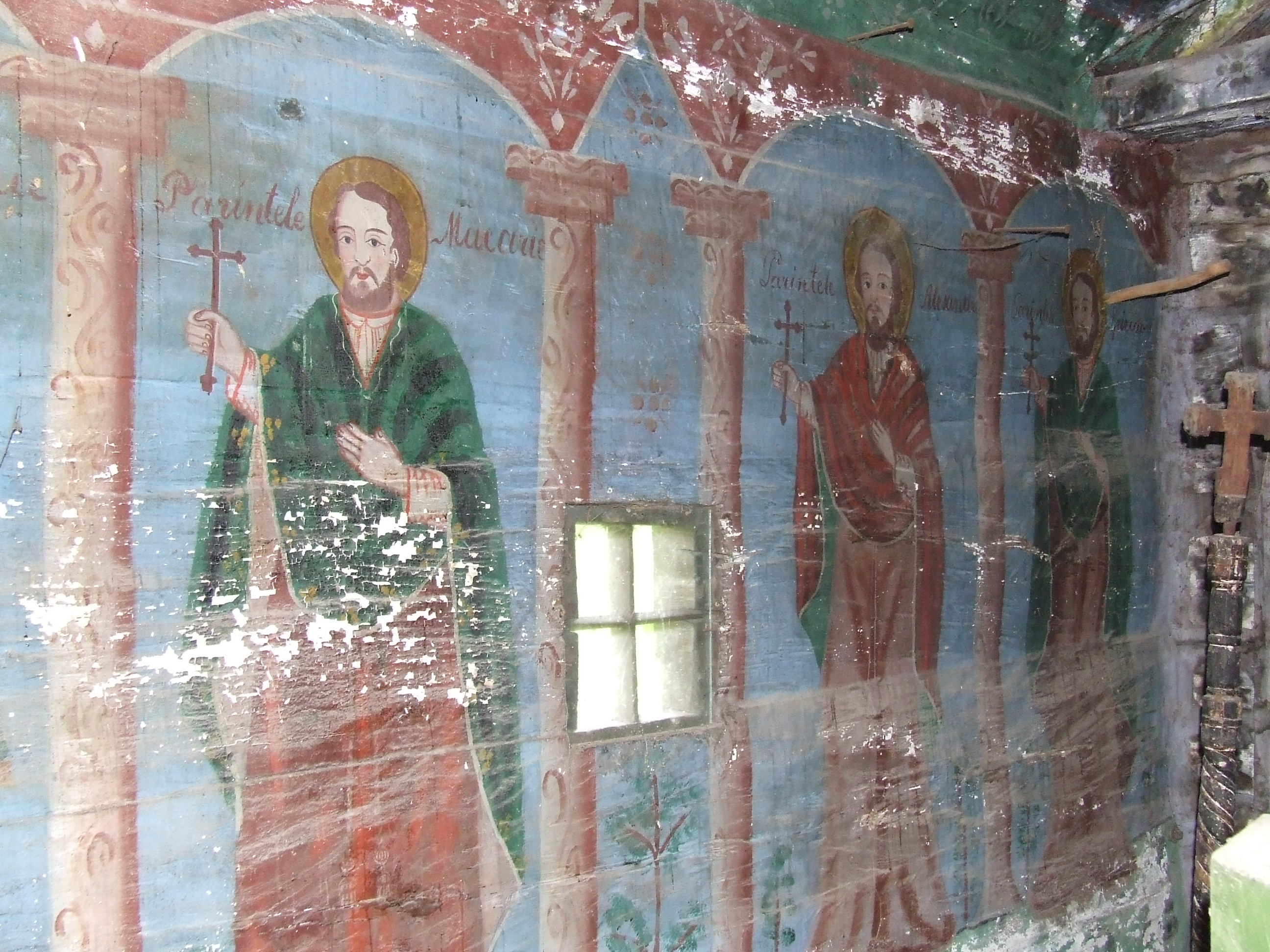
Pictură din altar 1
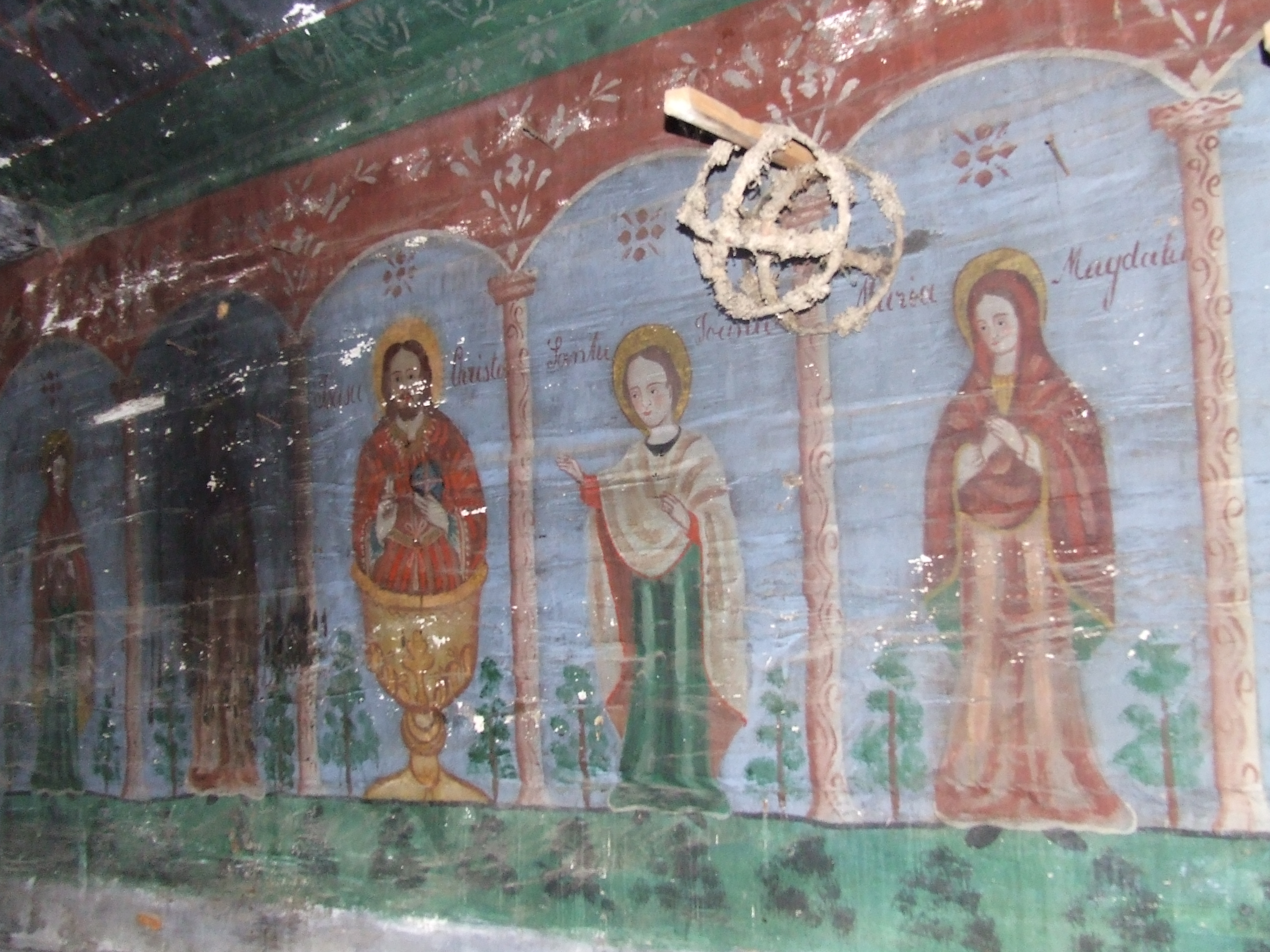
Pictură din altar 2
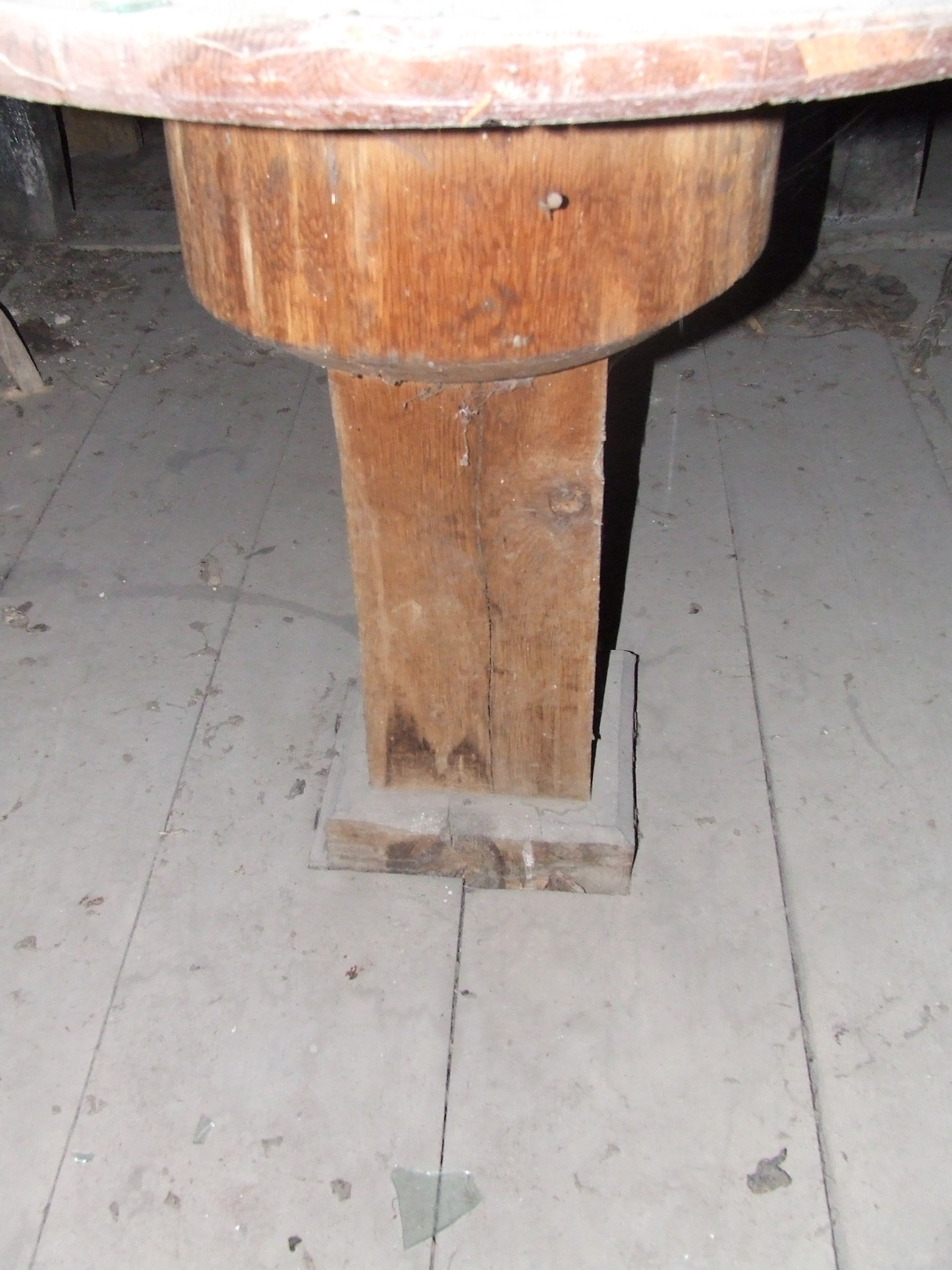
Piciorul altarului.
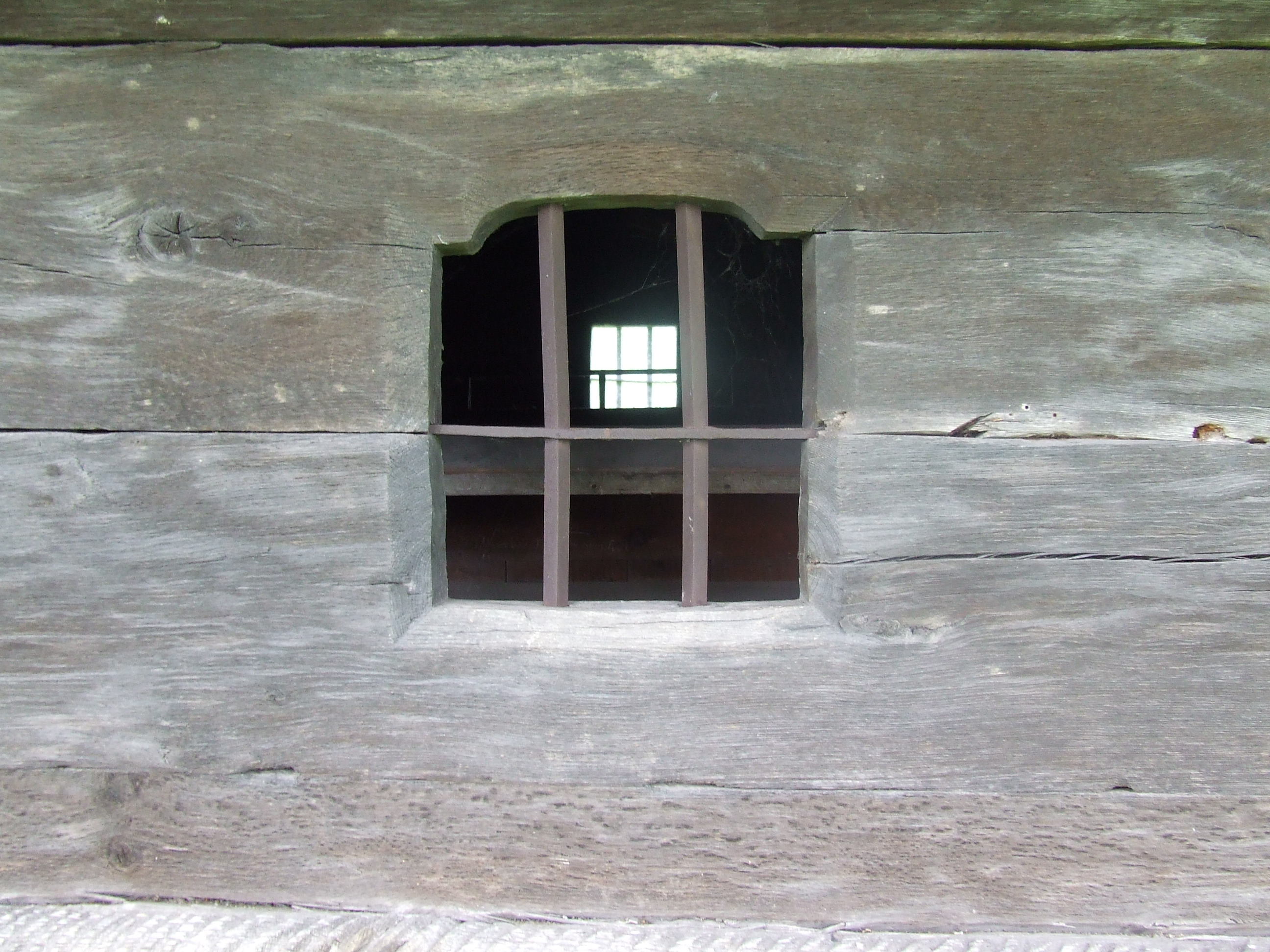
Fereastră
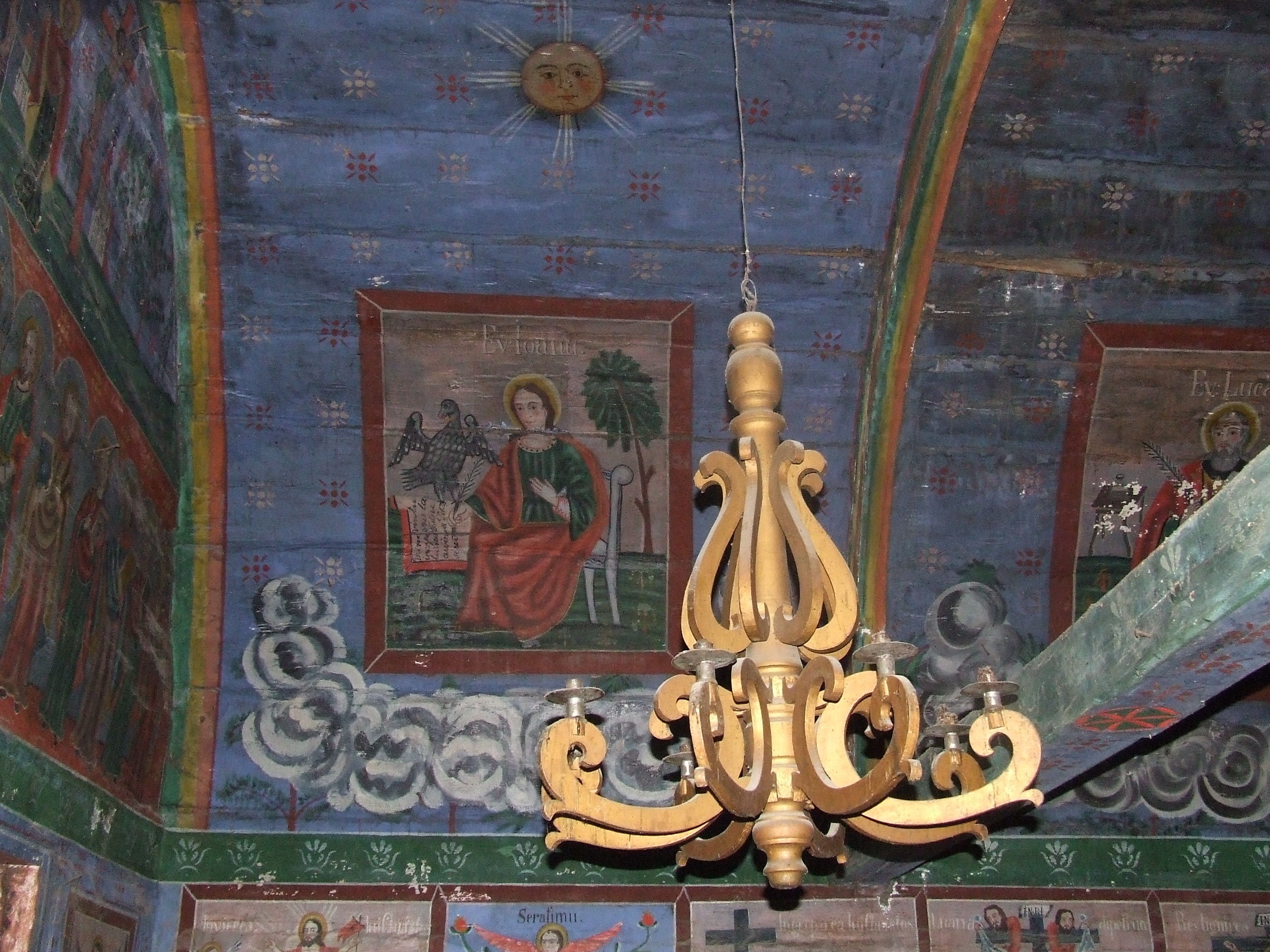
Pictură din naos. Sf. Ev. Ioan
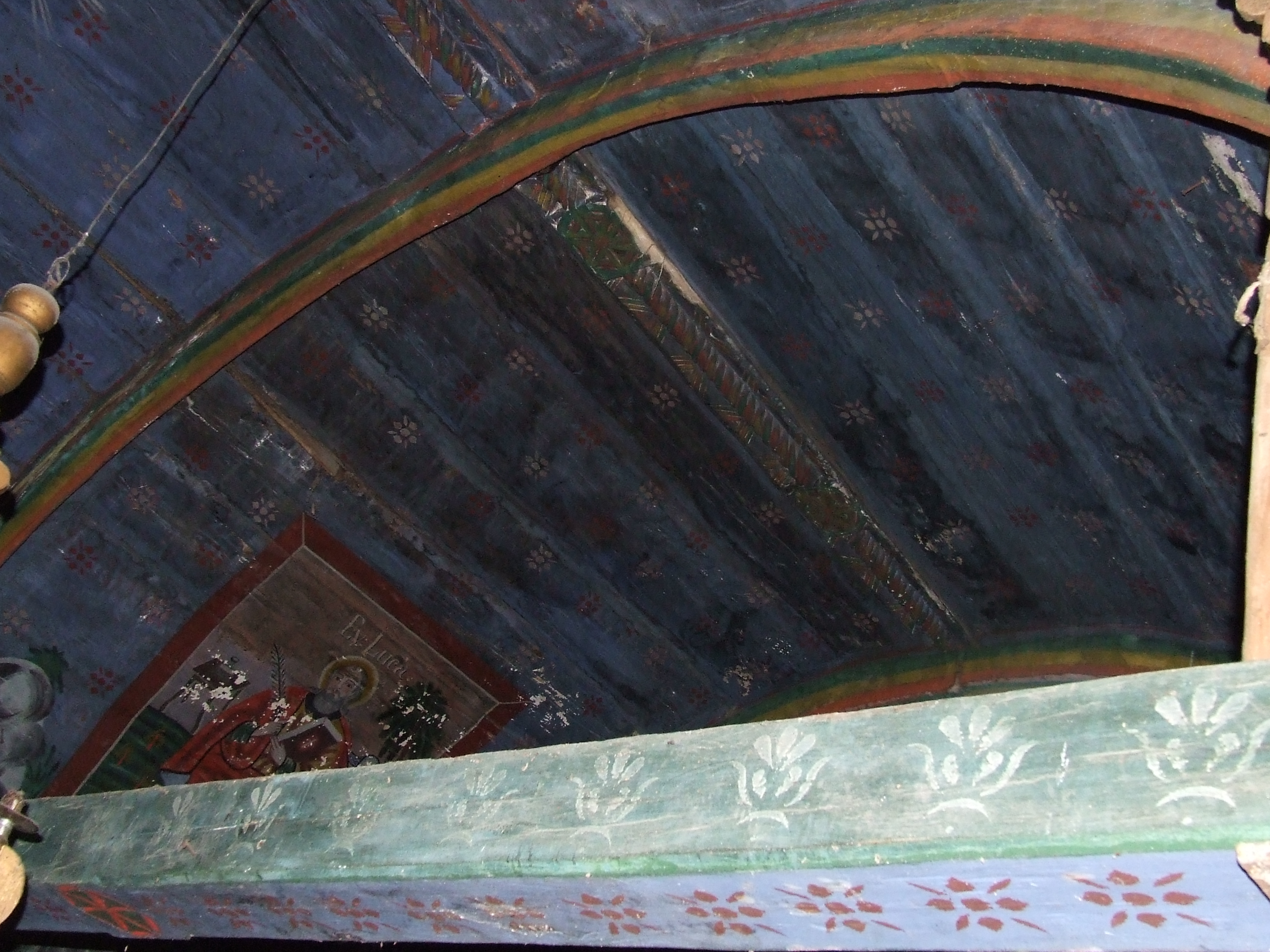
Intersecţia dintre arc-dublou şi meşter-grindă
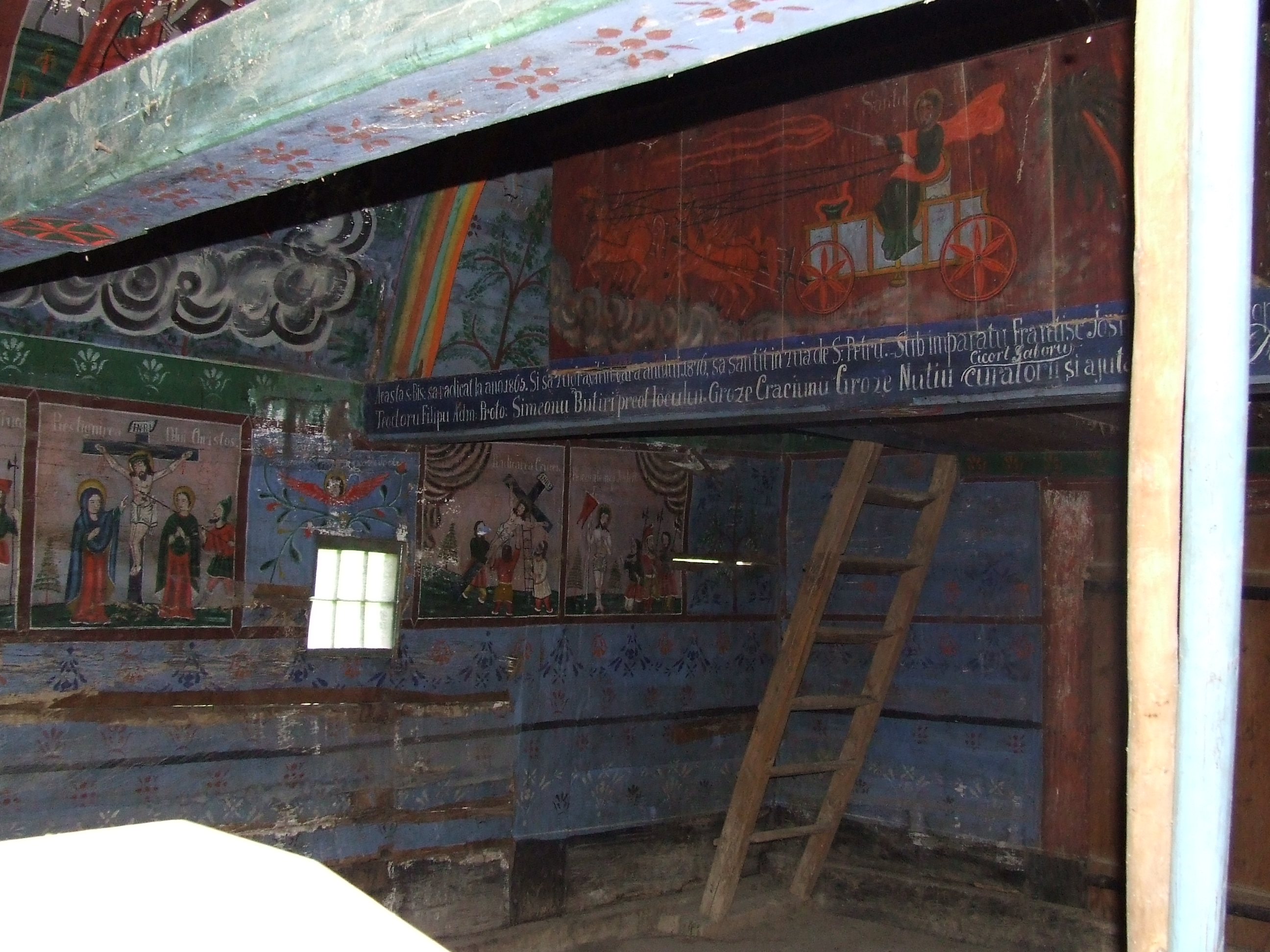
Grinda pe care este datată pictarea bisericii
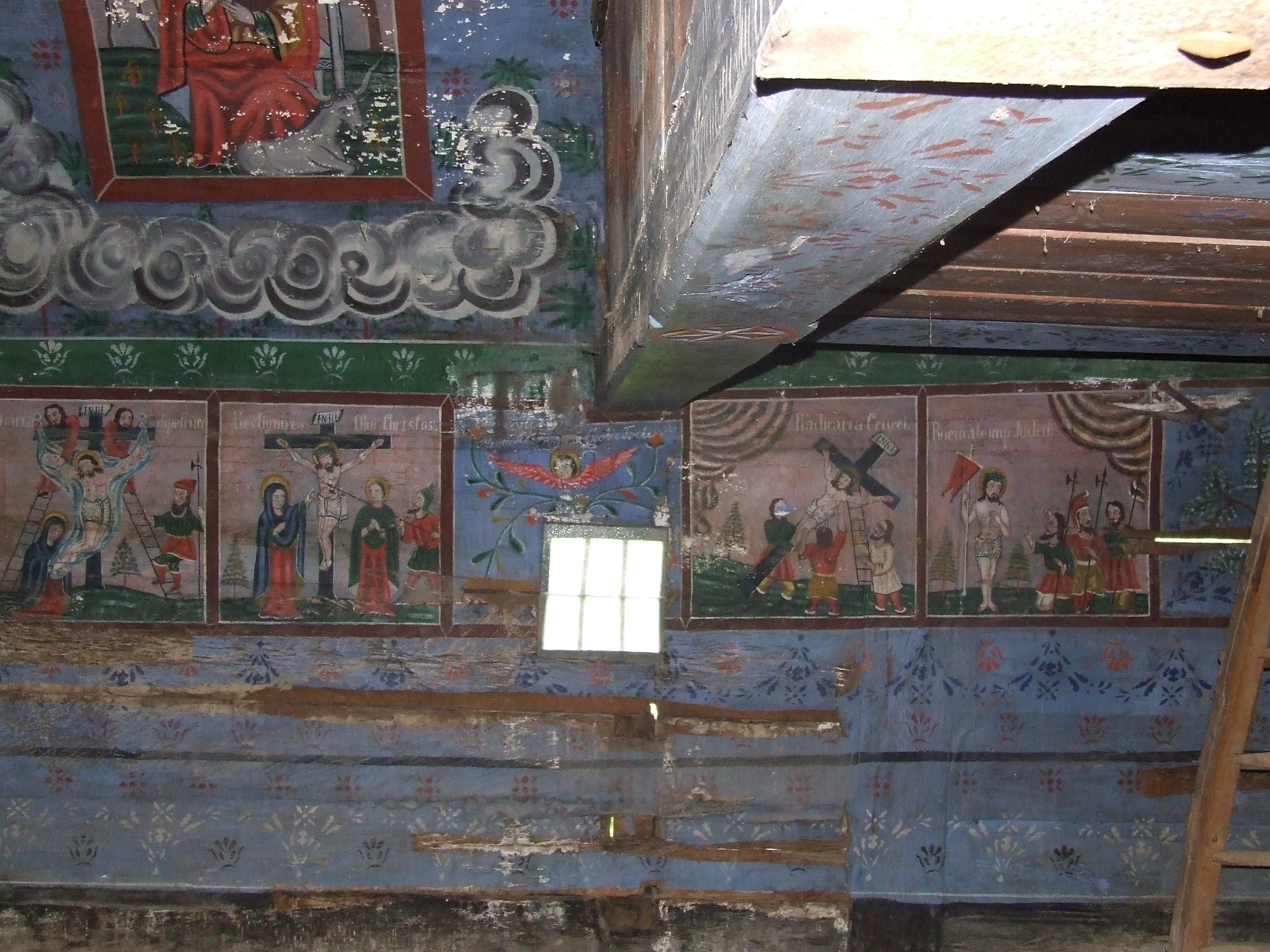
Pictură din naos
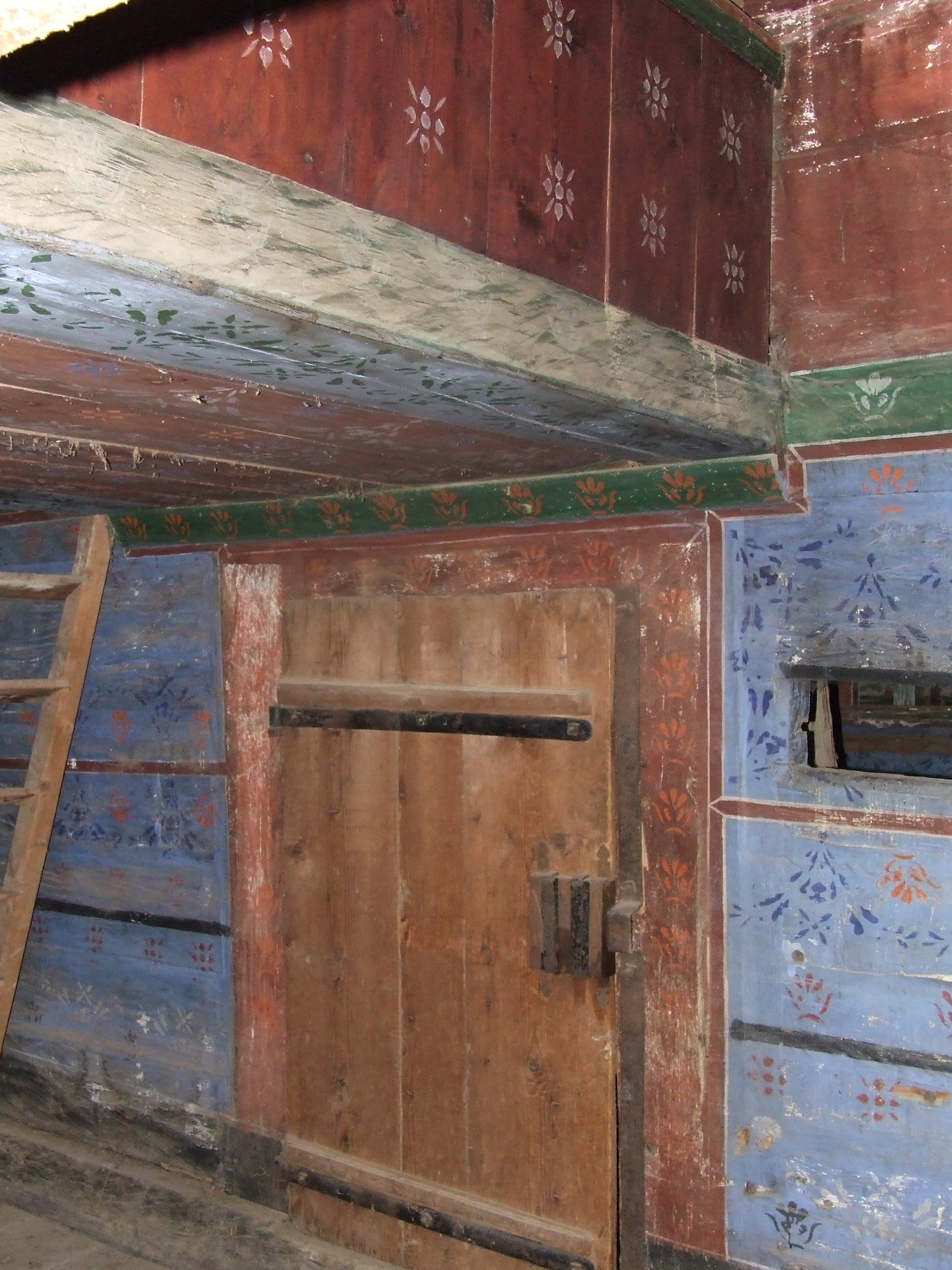
Uşa dintre naos şi pronaos
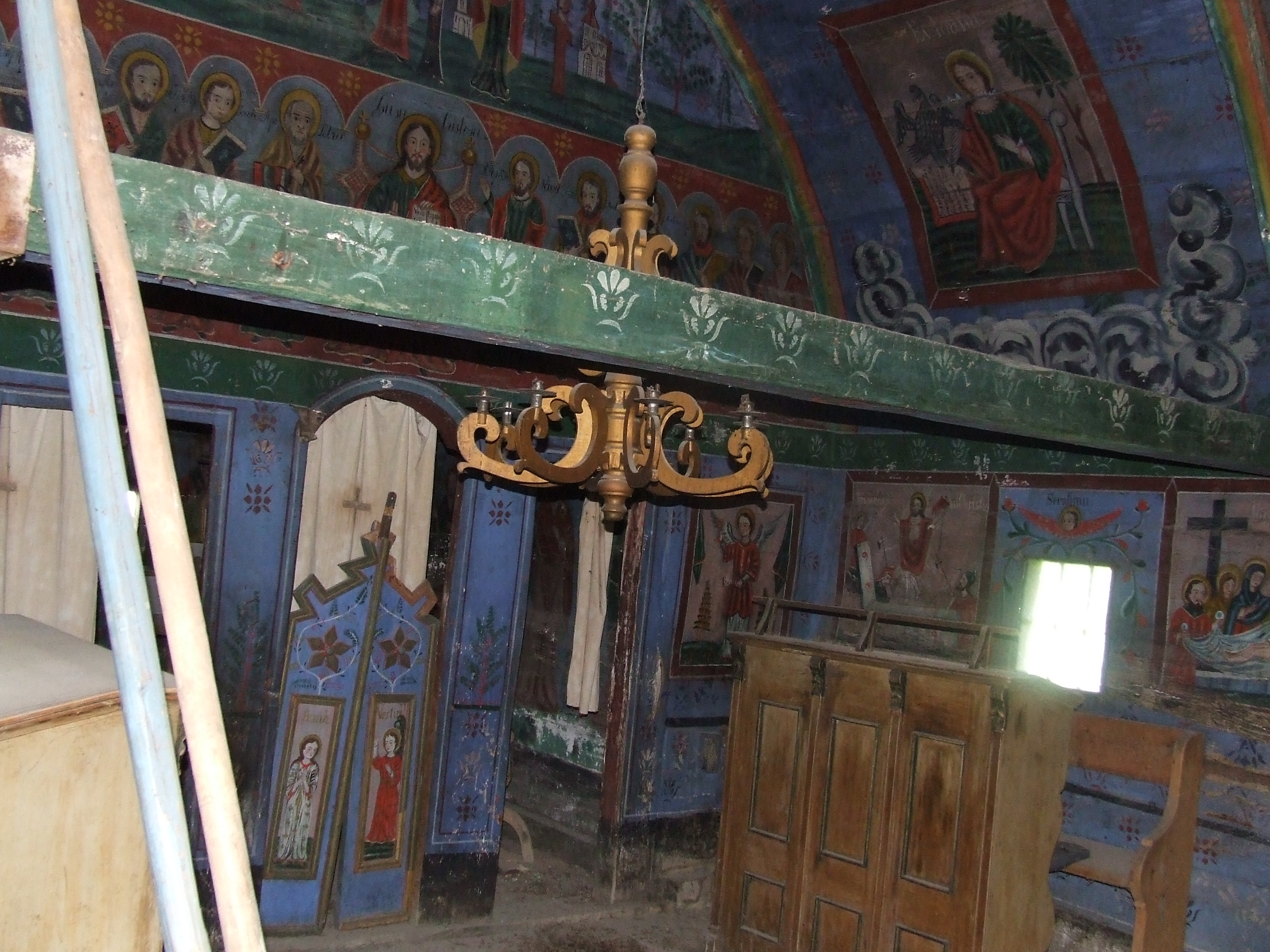
Uşile împărăteşti şi o parte din iconostas
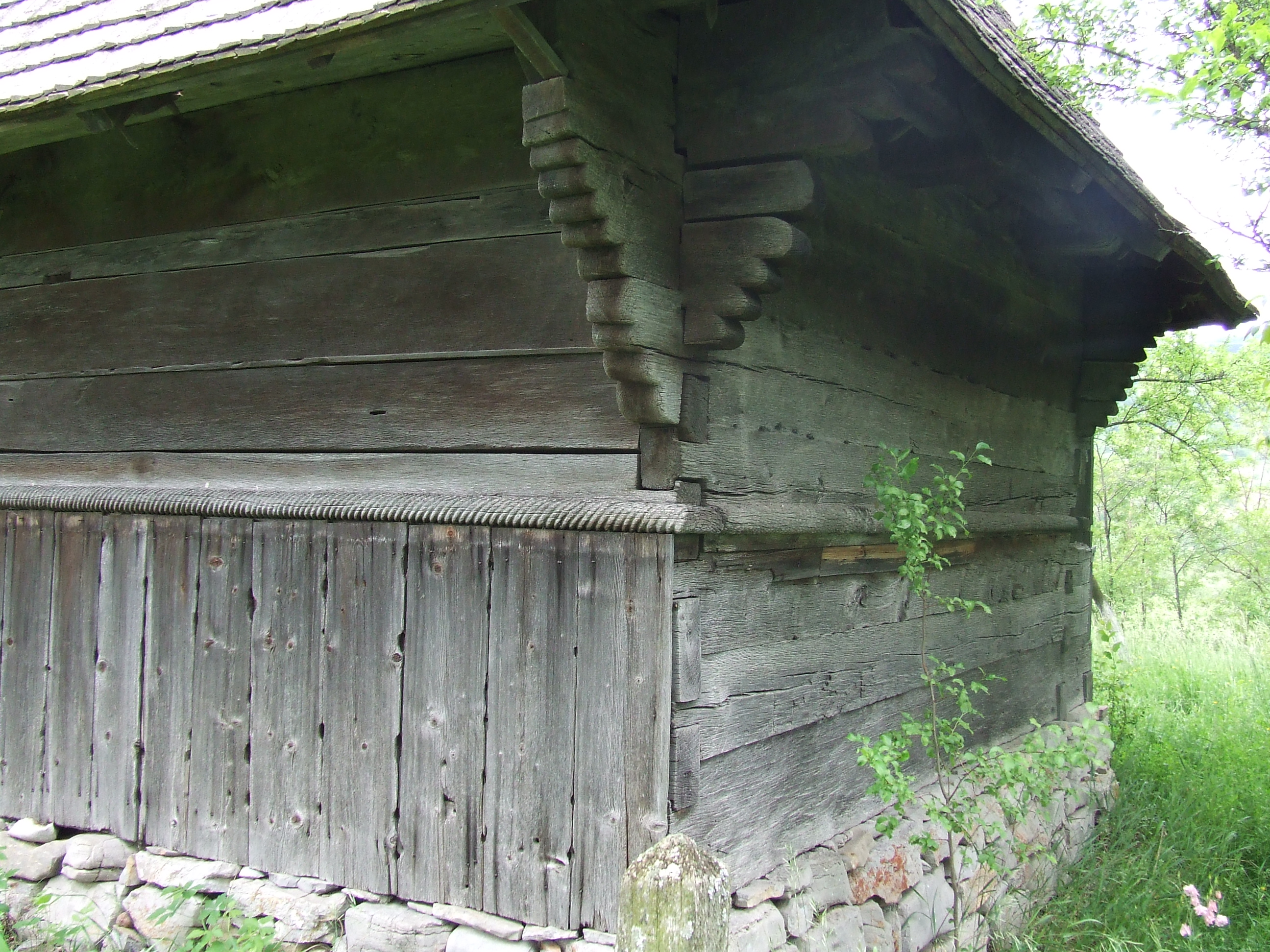
Colţul de nord-vest
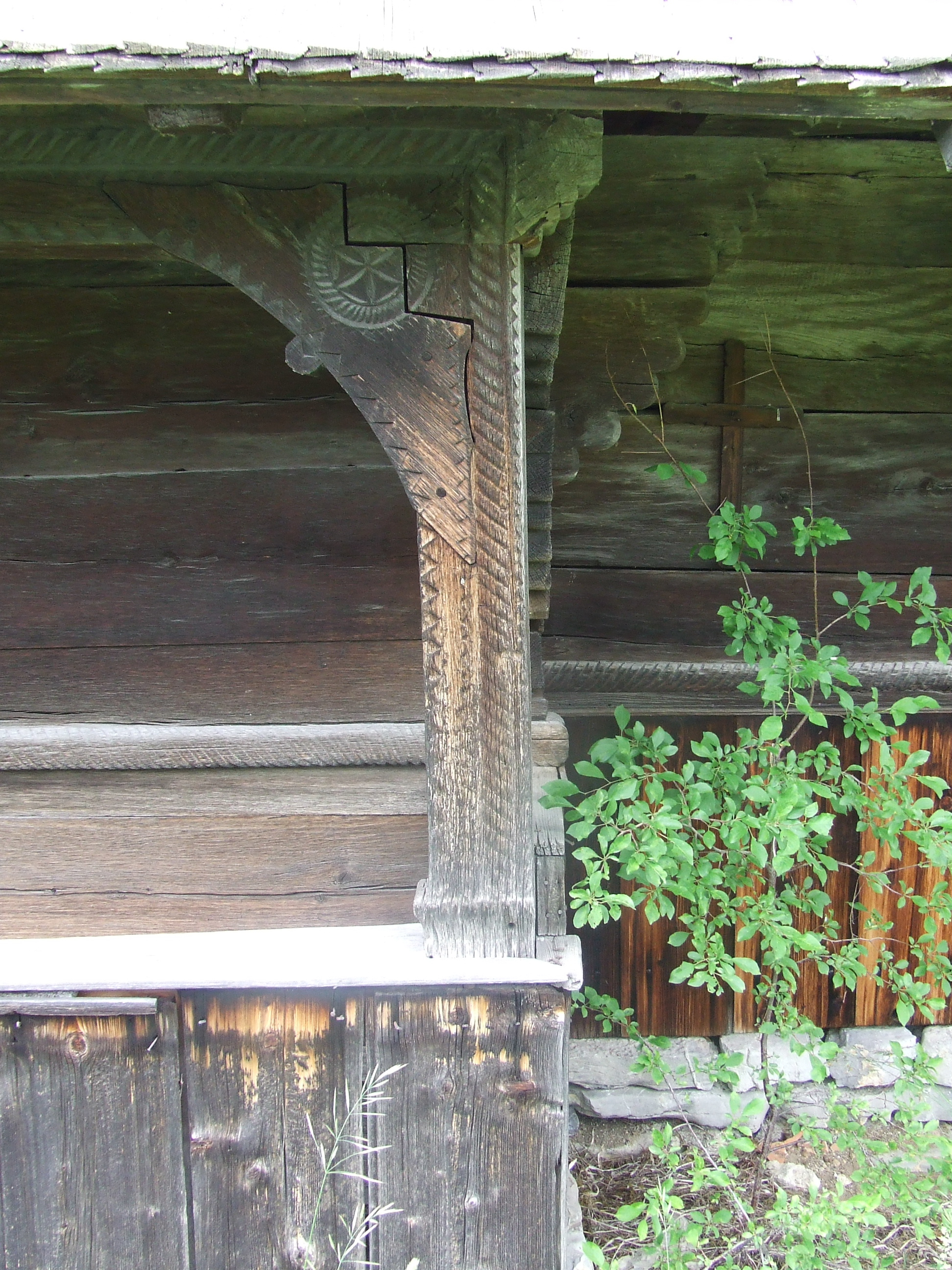
Detaliu prispă
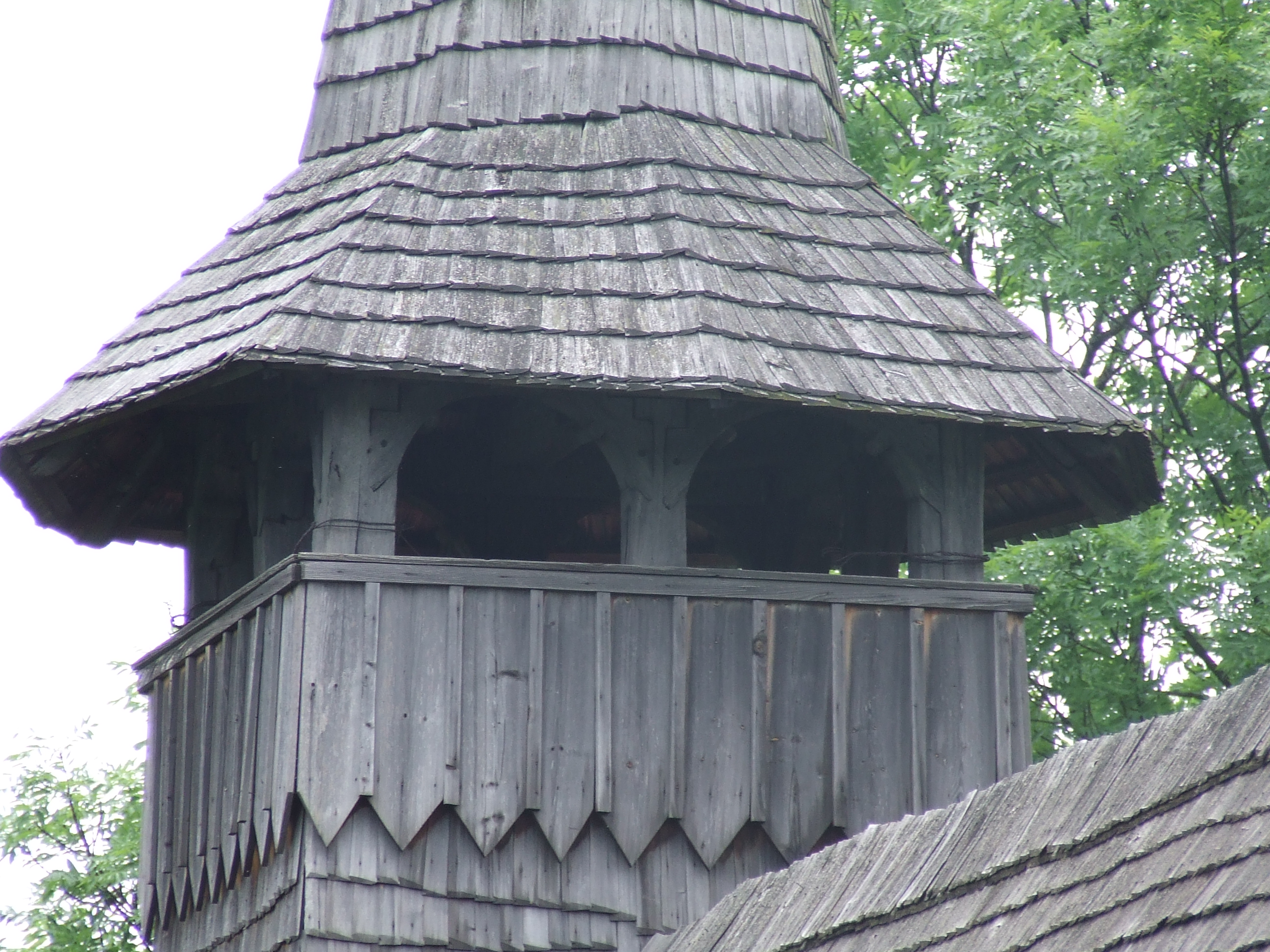
Detaliu clopotnoţă